# Sorokpolány
Sorokpolány è un comune dell'Ungheria di 842 abitanti (dati 2001). È situato nella contea di Vas.